# 外谷勝由
外谷 勝由（とや かつよし、1952年10月14日 - ）は、日本の男性俳優、声優。新潟県南魚沼郡（現・南魚沼市）出身。プロダクション・タンク所属。

## 人物
方言は新潟弁。
特技・資格はスキー、水泳、気功太極拳、ゴルフ、麻雀、声楽、普通自動車二種免許、自動二輪免許。

## 出演作品（俳優）

### テレビドラマ
- モーニング娘。のへそ モーニング娘の愛物語 第22話（2000年、TX）
- 水曜ドラマの花束 昨日の敵は今日の友（2000年、NHK）
- お前の諭吉が泣いている（2001年、ANB）
- 愛の劇場 新・天までとどけ（2002年、TBS）
- ドラマ愛の詩 ズッコケ3人組2（2002年、NHK）
- カイドク〜都市伝説の暗号ミステリー〜（2009年6月30日、CX） - 青木武
- 天の方舟（2012年、WOWOW） - 方言指導
- 金曜プレステージ 松本清張没後20年特別企画 疑惑（2012年11月9日、CX） - 方言指導
- 木曜ドラマ スペシャリスト 第4話（2016年1月14日、EX） - タクシー運転手
- 土曜ドラマ / 夏目漱石の妻 最終回「たたかう夫婦」（2016年、NHK） - 野田洪哉
- 大河ドラマ 青天を衝け（2021年、NHK）

### 映画
- 釣りバカ日誌13 ハマちゃん危機一髪!（2002年）
- 東京ゾンビ（2005年）
- 聯合艦隊司令長官 山本五十六 -太平洋戦争70年目の真実-（2011年）

### 舞台
- 家へ帰れなくなったパパ
- 生きた心を
- 結婚の申し込み
- 桜の園
- THE BANK
- 自由の彼方で
- 遁走譜
- 英機の通信簿
- 真夏の夜の夢
- 持つとゆうこと

### バラエティ
- これが日本のスーパー熱血医師だ!（2003年、TBS）
- ためしてガッテン（再現VTR、NHK教育）
- たけしの健康エンターテインメント!みんなの家庭の医学（再現VTR、ANB）

### ドキュメンタリー
- 現代進行形TV イマジン!（再現VTR、ANB）

### CF
- ホームロイヤーズ
- ユニバーサルテレショップ
- ラッキーチョイス

## 出演作品（声優）

### テレビアニメ
- この青空に約束を― 〜ようこそつぐみ寮へ〜（2007年、森本英夫）
- BLEACH（2008年、四十六室）
- ストライクウィッチーズ（2010年、将軍C）
- 名探偵コナン（2013年 - 2018年、森田、薄田周史、老人）
- それでも世界は美しい（2014年、親族）
- くまみこ（2016年、老人、村人）
- パズドラクロス（2016年、老人）

### 劇場アニメ
- 名探偵コナン 沈黙の15分（2011年、畔上忠男）

### ゲーム
- SIREN（2003年、前田隆信）

### ドラマCD
- 海賊と人魚
- 草の冠 星の冠（おじいさん）
- 小さな恋のメロディ（祖父）
- 研ぎ師伊之助深川噺（願海和尚）
- 方言恋愛 -The Dialect Love 3（美術館職員）

### 吹き替え

#### 映画
- あの日の指輪を待つきみへ
- アベンジャーズ（ドイツ老人〈ケネス・タイガー〉）
- アメイジング・ワールド/勇士の帰還
- アメリア 永遠の翼
- アルティメイタム
- アンナ・カレーニナ
- 1408号室
- エアベンダー
- おとなの恋には嘘がある（マーティン〈レニー・ロフティン〉）
- ガリバー旅行記（レオポルド王〈エマニュエル・カトラ〉）
- グランド・ブダペスト・ホテル（コヴァックス〈ジェフ・ゴールドブラム〉、アイヴァン〈ビル・マーレイ〉）
- ザ・ムーン
- シティ・オブ・メン
- ジュラシック・プレデター（大佐〈ドン・S・デイヴィス〉）
- ダニエル・ラドクリフの マイ・ボーイ・ジャック
- ツーリスト
- 特攻野郎Aチーム THE MOVIE
- トランスフォーマー/ダークサイド・ムーン（バズ・オルドリン（現在））
- ドレスデン、運命の日
- ナイト&デイ
- 2012
- ハイジ
- ハリー・ポッターと死の秘宝 PART1（グレゴロビッチ〈ラデ・シェルベッジア〉）
- ハンティング・パーティ
- 瞳の奥の秘密
- ビッグ・ボーイズ しあわせの鳥を探して（レイモンド・ハリス〈ブライアン・デネヒー〉）
- ベルベット・スパイダー
- ぼくのエリ 200歳の少女（ホーカン〈ペール・ラグナル〉）
- ミレニアム　ドラゴン・タトゥーの女
- ユナイテッド93
- REC/レック
- レッドクリフ
- レボリューショナリー・ロード/燃え尽きるまで

#### テレビドラマ
- ER XV 緊急救命室 #9（レバック〈マーティ・レヴィ〉）
- WITHOUT A TRACE/FBI 失踪者を追え!
- エア・シティ
- エデンの東 (テレビドラマ)
- NCIS:LA 〜極秘潜入捜査班 シーズン2（海軍軍医〈ジョナサン・フレイクス〉）
- NCIS:LA 〜極秘潜入捜査班 シーズン4（ジェームズ・ピアース〈グリン・ターマン〉）
- ギルモア・ガールズ
- クリミナル・マインド5 FBI行動分析課（ギレスピー）
- クリミナル・マインド8 FBI行動分析課（クラレンス・ティプトン）
- クリミナル・マインド10 FBI行動分析課
- クローザー
- 刑事ヴァランダー2 白夜の戦慄
- THE TUDORS〜背徳の王冠〜
- ザ・ホワイトハウス
- ザ・パシフィック（ジョン・レッキー）
- しあわせの処方箋
- CSI:科学捜査班
- 食客
- ステート・ウイズイン 〜テロリストの幻影〜
- スーパーナチュラル
- スキャンダル 託された秘密（サイラス・ビーン大統領首席補佐官〈ジェフ・ペリー〉）
- スポットライト
- スレッシュホールド
- 善徳女王（廉宗）
- チャームド 〜魔女3姉妹〜
- テロワール（カン会長）
- NUMBERS 天才数学者の事件ファイル シーズン2（スティーブン・ローガン）
- NUMBERS 天才数学者の事件ファイル シーズン3（ボイド・レズニック〈ボブ・ガントン〉）
- NUMBERS 天才数学者の事件ファイル シーズン5（キース・ワッツ〈ケヴィン・タイ〉）
- ニュースルーム
- 犯罪捜査官 アナ・トラヴィス
- プッシング・デイジー 恋するパイメーカー
- プリズン・ブレイク（スチュアート・タクスホン〈スティーヴ・トム〉）
- ブルーブラッド 〜NYPD家族の絆〜（ヘンリー・レーガン〈レン・キャリオー〉）
- ボーンキッカーズ 考古学調査班
- ボードウォーク・エンパイア 欲望の街（デビッド・ヒューソン〈ワーレン・ケリー〉）
- ホワイトチャペル 終わりなき殺意
- MAD MEN（コンラッド・ヒルトン）
- ミッシング -サイキック捜査官-
- 名探偵ポワロ 死との約束 ※NHK版
- 名探偵モンク
- 私はラブ・リーガル2（エルキンズ裁判官）

### ラジオドラマ
- NHK-FM FMシアター
  - 「命の洗濯」（2010年） - 祖父、集落の隣人
  - 「天保北越雪譜異聞」（2014年） - 方言指導

### ボイスオーバー
- 人体の不思議
- BS世界のドキュメンタリー（NHK-BS1）
  - 「宇宙への知られざる第一歩」（2009年） - デューク・ギルデンバーグの声
- ヒストリーチャンネル 古代をめぐる冒険
- ミス・ホアンのお手軽チャイニーズ（NHK教育）
- ロストワールド

### ナレーション
- 銀行防犯
- ジョンソン&ジョンソン
- バクスター社透析生活